# Afrikanska monetära unionen
Afrikanska monetära unionen (AMU) är en framtida valutaunion i Afrika, knuten till Afrikanska unionen. En del av syftet med Afrikanska ekonomiska gemenskapen är att skapa en valutaunion med en gemensam valuta. 

## Afro som konst
Afro är ett föreslaget namn på den framtida valutan. I ett konstprojekt 2002 tryckte Mansour Ciss och Baruch Gottlieb upp sedlar i valörerna 5, 10, 20, 50, 100, 200, 500 i syftet att få folk att reflektera över afro. De "växlade" sedlarna mot giltig valuta eller gav bort dem. 

## Nuvarande valutaunioner i Afrika
I nuläget finns det tre valutaunioner i Afrika. Dessa är Västafrikanska CFA-franc, Centralafrikanska CFA-franc samt Common Monetary Area i södra Afrika.